# 鬼丸

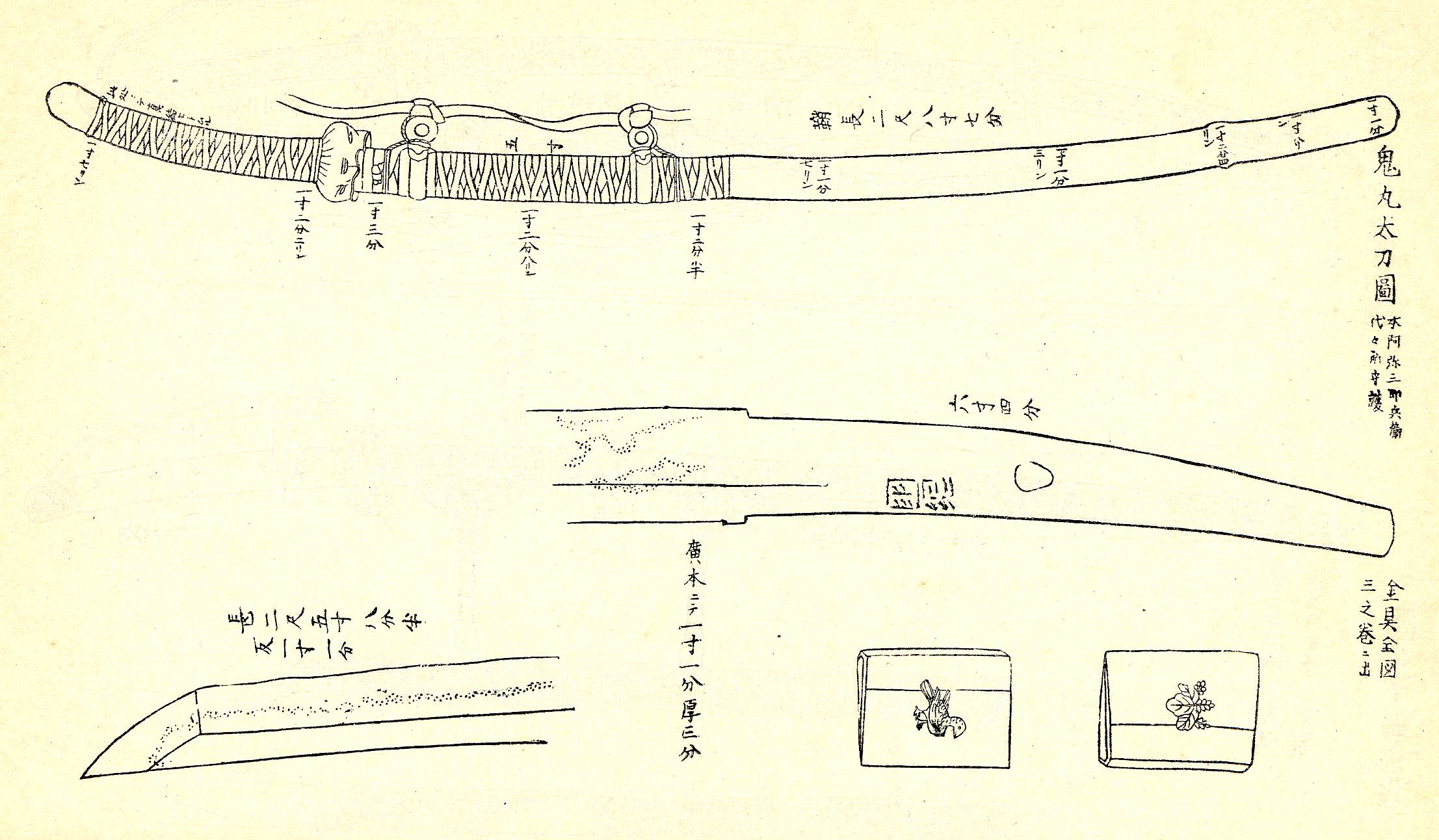

鬼丸（平假名：おにまる）是日本皇室所珍藏的日本刀，通称为鬼丸国纲（おにまるくにつな）。它是“天下五剑”之一。

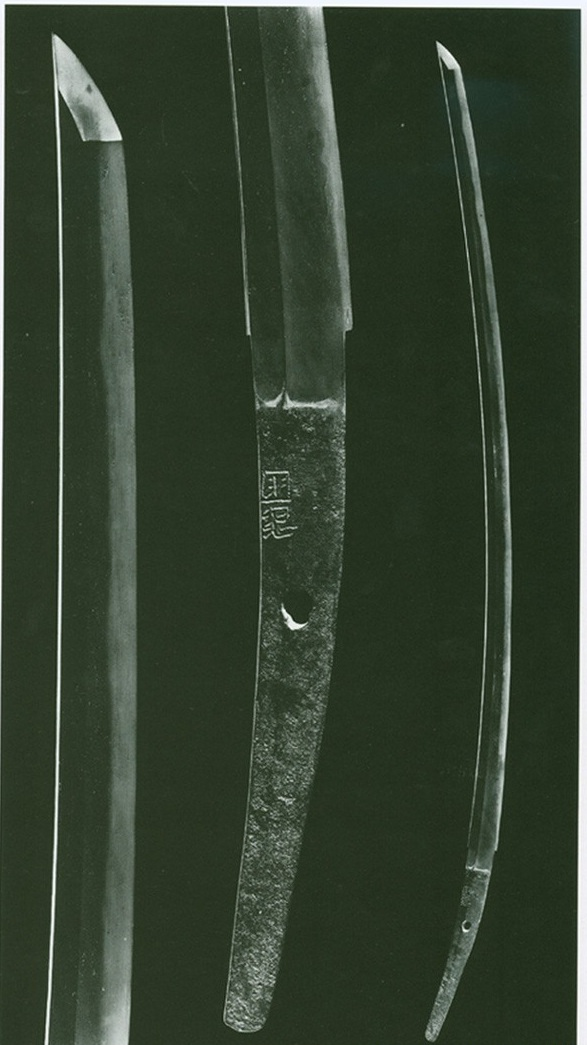

## 作者和外观
鬼丸是京都粟田口派的刀工、粟田口家六兄弟中排行最末的国纲的作品。它是一把太刀，刃长78.2cm，弯曲度3.2cm，刀铭为“国纲”。

## 名字由来
据太平记记载：
镰仓幕府的初代执权北条时政经常被梦中出现的小鬼折磨，虽然请了阴阳师来做法事，但是却没有作用。有一天夜里，有个老年人出现在他的梦中，自称是“太刀国纲”，并说“我因为被脏的人手握过而无法从生锈的鞘中拔出，如果北条大人想早点惩办妖怪的话，就请快擦掉我身上的锈吧”。北条时政于是心领神会，擦净了被称为国纲的太刀。那时时政的房里有个火盆的脚用银做成鬼的样子，与在他梦中出现的鬼十分相似。在旁边立着的刀突然向火盆倒下，切掉了那个鬼形台脚的头。从那以后，骚扰时政的小鬼不再出现了。据说因为这个事件，北条时政为这柄刀起名叫“鬼丸”。

## 历史
鬼丸是镰仓幕府执权北条氏的传家宝。后来镰仓幕府灭亡，北条家与幕府同归于尽，此刀落入新田义贞手中；不久又被建立室町幕府的足利家获得，成为其家传宝物。在战国时代后期室町幕府衰微后，末代将军足利义昭把它赠给了织田信长；后又由信长传给了丰臣秀吉（也有由义昭直接赠给了秀吉的说法）。丰臣秀吉把鬼丸托付给本阿弥光德。大坂之战后德川家康权倾天下，鬼丸亦成为德川家之物，不过仍由本阿弥家受命保管。后水尾天皇的皇太子诞生时，德川秀忠将其作为庆生礼物献给天皇；然而皇太子不久死亡，此刀遂被认为不吉利，于是再次交给本阿弥家。江户幕府灭亡之后，鬼丸于明治14年（1881年）被本阿弥家的后人献给明治天皇，現為皇室收藏的御物。

## 備註
1. ↑  天下五剣「鬼丸国綱」 - 刀剣ワールド （页面存档备份，存于） 2020年1月13日 閲覧

## 関連項目
- 日本刀一覧
- 天下五劍
- 鬼切安綱